# محمد حجازي منازع
فريق أركان حرب محمد حجازي عبد الموجود منازع (11 نوفمبر 1963-) قائد قوات الدفاع الجوي المصرية السابق منذ 16 ديسمبر 2020 وحتى 29 ديسمبر 2023. وهو من مواليد محافظة أسيوط بتاريخ 16 نوفمبر 1963. تخرج من كلية الدفاع الجوي في 1 يوليو 1986.

## التأهيل العلمي والعسكري
- حاصل على جميع الفرق التأهيلية لسلاح الدفاع الجوي.[4]
- دورة أركان حرب.
- دورة كلية الحرب العليا.
- دورة كبار القادة.

## المناصب الرئيسية
- تدرج في الوظائف القيادية وصولأ إلى قائدا للفرقة الثامنة دجو.[4]
- رئيس شعبة عمليات د جو.
- رئـيس أركان قـوات الدفاع الجوي.

## الأوسمة والأنواط
- ميدالية الخدمة الطويلة والقدوة الحسنة.[4]
- ميدالية ثورة 25 يناير.
- نوط الواجب العسكري من الطبقة الأولى.
- نوط الخدمة الممتازة.
- ميدالية ثورة 30 يونيو.
- ميدالية اليوبيل الفضي لتحرير سيناء.
- ميدالية الخدمة الطويلة والقدوة الحسنة.
- ميدالية ثورة يناير.
- ميدالية ثورة 30 يونيو.
- ميدالية اليوبيل الذهبي لقوات الدفاع الجوي.

## وصلات خارجية
- الموقع الرسمي لوزارة الدفاع المصرية